# Robina Asti
Pour les articles homonymes, voir Asti (homonymie).
Robina Fedora Asti, née le 7 avril 1921 à New York et morte le 12 mars 2021 à San Diego, est une pilote américaine de la Seconde Guerre mondiale, instructrice de vol, défenseuse des droits des femmes et des personnes transgenres, militante LGBTIQ+. Son plaidoyer a permis de changer les règles du gouvernement fédéral américain en permettant aux personnes transgenres de recevoir les prestations sociales liées au statut de survivant. En juillet 2020, Robina Asti reçoit deux records du monde Guinness comme plus ancienne pilote et instructrice de vol encore en activité,.

## Enfance et éducation
Robina Asti est née le 7 avril 1921 à Manhattan, New York. Son père est David Astey, boxeur poids plume. Sa mère est Helen Jund, femme au foyer. Robina Asti est assignée homme à la naissance, mais s'identifie comme femme à l'âge adulte. Son père avait anglicisé leur nom de famille pour sa carrière professionnelle de boxeur ; Robina Asti reprend l'orthographe italienne au moment de sa transition.
Robina Asti grandit dans le quartier new-yorkais de Greenwich Village. Elle s'intéresse très tôt à l'électrotechnique. Adolescente, elle gagne de l'argent en réparant des radios dans le quartier. Élève au collège Brooklyn Technical High School jusqu'à ses 17 ans, elle quitte l'école pour s'engager dans la Marine américaine.

## Activité professionnelle
Pour la Marine, Robina Asti stationne sur l'île de Wake : elle travaille à l'installation de radios dans les avions navals juste avant la Seconde Guerre mondiale. Plus tard, elle stationne sur l'île Midway dans l'océan Pacifique où elle pilote des avions de reconnaissance PBY Catalina destinés à repérer les navires japonais,. Promue pilote d'essai, elle sort de la Guerre avec le grade de lieutenant-commandant et commence une carrière d'instructrice de vol.
De retour à New York, Robina Asti ouvre un café à White Plains, New York avec trois amis de la Marine. Le commerce de la restauration ne lui convenant pas, elle revend rapidement sa part de la société. Elle travaille ensuite pour la société de fonds communs de placement EW Axe. Elle y devient vice-présidente des fonds communs de placement, mais démissionne au moment de sa transition, estimant que celle-ci serait difficilement gérable sur son lieu de travail.
Par la suite, Robina Asti choisit des emplois disponibles en tant que femme, par exemple comme maquilleuse chez Bloomingdale pour apprendre à coudre et à utiliser un fer à repasser. Elle souhaite ainsi devenir la « meilleure putain de femme que je puisse être ». Robina Asti est en outre présidente du chapitre de la vallée de l'Hudson de l'organisation de l'aviation féminine Ninety-Nines.

## Vie privée
Robina Asti épouse Evangeline Diaz-Perez, originaire de Palm Beach, Floride, en 1958. Ils ont quatre enfants, dont l'un est mort dans l'enfance.
Avec le soutien de sa femme, Robina Asti commence un traitement hormonal substitutif le 14 février 1976, à la suite de la naissance de leur dernier enfant[réf. souhaitée]. Ce traitement est suivi d'une [[Chirurgie de réattribution sexuelle|chirurgie de changement de sexe[réf. souhaitée]]]. Le couple s'est séparé à l'amiable peu de temps après. Robina Asti retourne alors s'installer à New York. Là, elle rencontre l'artiste Norwood Patten qu'elle épouse en 2004.

## Activisme
Sur la plus grande partie de sa vie, Robina Asti n'est pas spécialement militante LGBTIQ+. Ceci étant, elle n'hésite jamais à faire face à l'injustice à chaque fois qu'elle y est confrontée. Peu de temps après sa transition, elle apprend de son médecin personnel que la Federal Aviation Administration demande un examen obligatoire physique pour tout renouvellement de licence de pilote. Trouvant cela très injuste, avec l'aide des Ninety-Nines, Robina Asti obtient du gouvernement l'abandon de cette obligation.
Après le décès de son mari en 2012, Robina Asti demande à toucher les prestations sociales en tant que survivante, mais celles-ci lui sont refusées en raison de son statut de transgenre. Elle conteste cela avec succès devant le tribunal avec une représentation du Lambda Legal,. Son militantisme se renforce à partir de ce moment-là.
Le film intitulé Flying Solo : une veuve transgenre raconte son combat contre la discrimination et ses luttes pour l'obtention des prestations sociales des conjoints et conjointes ayant survécu quelles que soient leur orientation sexuelle et leur identité de genre. Le documentaire est diffusé lors de l'édition 2015 du festival TransReelization.
A 90 ans, Robina Asti s'implique de plus en plus dans l'activisme LGBTQI+. En 2016, elle tient une conférence TED  intitulée "War Stories and a Woman's Changes" sur sa vie en tant qu'individu trans et donne des conseils aux jeunes LGBTIQ+ et la lutte permanente pour l'égalité. En 2019, elle co-fonde avec son petit-fils Erik Hummell  la Fondation Cloud Dancers ayant pour but de garantir une défense active des personnes âgées LGBTIQ+, ainsi que les jeunes sans-abris.

## Prix et reconnaissance
Le 23 juillet 2020, Robina Asti donne une leçon de vol à l'aéroport municipal de Riverside en Californie à 99 ans, établissant un nouveau record du monde de la plus vieille instructrice de vol,. Elle figure dans l'édition 2020 de la liste Out100 des personnes LGBTQI+ les plus influentes.

## Décès
Robina Asti meurt le 12 mars 2021 à l'âge de 99 ans, à San Diego (Californie), au domicile de sa fille, où elle avait emménagé pendant la pandémie de COVID-19.